# Ukrainiens de Croatie
La minorité ukrainienne de Croatie désigne la minorité ethnique ukrainienne vivant en Croatie.